# 카운터-스트라이크 2D
《카운터-스트라이크 2D》(영어: Counter-Strike 2D)는 독일 언리얼 소프트웨어에서 카운터 스트라이크를 원작으로 개발한 슈팅 게임이다.